# Prochasma
Prochasma is een geslacht van vlinders van de familie spanners (Geometridae), uit de onderfamilie Ennominae.

## Soorten
- P. albimonilis Prout, 1927
- P. dentilinea Warren, 1893
- P. mimica Warren, 1897
- P. scissivestis Prout, 1926